# Alem-i Nisvan
Alem-i Nisvan (Świat Kobiet) – magazyn dla kobiet wydawany na Krymie w latach 1906–1911 w języku krymskotatarskim z użyciem alfabetu arabskiego. Redaktorem naczelnym była Şefiqa Gaspıralı.

## Historia
W 1905 roku, gdy ukazał się carski ukaz znoszący cenzurę, İsmail Gaspıralı w Bakczysaraju założył pismo dla kobiet Alem-i Nisvan (Świat Kobiet), które było wydawane języku krymskotatarskim. Redaktorką naczelną pisma została jego dwudziestoletnia córka Şefiqa. W roku 1906 wyszły 4 numery pisma. W latach 1908–1910 pismo nie wychodziło. W 1910 roku wznowiono jego wydawanie. Ukazało się 26 numerów, a w kolejnym 49. Pismo ukazywało się jeszcze w 1911 roku, potem władze rosyjskie zakazały jego druku.  Podejmowano próby przywrócenia tygodnika podjęto w 1917 roku, ale były one nieudane. Pismo docierało poza granice Krymu, w tym do Turkiestanu i Egiptu.